# 成田鉄道D1001形ディーゼル機関車
成田鉄道D1001形ディーゼル機関車（なりたてつどうD1001がたディーゼルきかんしゃ）は成田鉄道（2代目）が1931年に購入、保有していたディーゼル機関車である。
日本の地方鉄道向けディーゼル機関車としては記念すべき第1号機であるとともに、日立製作所が製造したディーゼル機関車の第1号機としても知られる。

## 概要
多古線の貨物列車牽引用機関車として1931年に日立製作所で1両が製造された。
日立にとっては試作機関車としての意味合いの強い車両であったが、製造後、転属や改造などの大きな転変を繰り返しながら、実に50年近くも使用され続けた長寿機関車であった。

## 構造
全長7,350mm、公称20t級（実際には22.1t）のB型機関車で、凸型車体を持つが、搭載機関の形状の制約からやや背の高いボンネットを前後に備える。一見運転台を中央に置いた完全なセンターキャブ方式に見えるが、ボンネットの長さは前後で微妙に異なる。ホイールベースは2,900mmに抑えてあったが、動輪径は1,070mmあり、この種の小型機関車としては大きめである。
車体そのものはリベットで組み立てられたいかにも無骨な形状で、背の高いボンネットに合わせて運転台の妻面窓も高い位置に設けられていたことから、腰高な印象を与える外観であった。
機関の冷却に用いるラジエターは前後のボンネットの妻面部を使い切る大面積のものが設置されており、側面には鎧戸方式の通気口が設けられていた。
運転台は前後の妻面の左右に出入り口を設けてあり、中央に運転台が設置されていた。

## 主要機器
池貝鉄工所製の船舶用ディーゼルエンジンをベースに車載用に設計変更した6SD18（縦型直列6気筒水冷式　定格150HP/600rpm　最大185HP/800rpm）ディーゼルエンジンを片方のボンネット内に搭載した。シリンダーのボア×ストロークは180mm×270mmの大型中速機関で、燃料噴射は既に無気噴射となっている。全長は2,628mmであるが、全高は1,690mmもあり、このためにボンネットが高くなった。エンジン単体の総重量も3.75tに達する重量級である。
ここから運転室直下に設置された多板式クラッチと4段式機械式変速機による減速を経て運転台床下のジャック軸を駆動し、前後の車輪へロッドで動力を伝達する。元々ローカル線での小運転を想定した車両であり、定格出力での最高速度は35km/hに留まる。
変速機操作と制動、それに機関始動に共通して空気圧を使用するため、大容量の空気タンクが運転台下に吊り下げられており、外観のアクセントとなっていた。空気圧縮機は2段式で、空気ブレーキ用の低圧タンクと、エンジン始動用の高圧タンクをそれぞれ備える。

## 運用
日本のディーゼル機関車としては極めて初期の作例であるが、後発となる鉄道省DB10形が50馬力前後の非力な入換用機関車でしかなかったのに対し、こちらは規模の小さな地方私鉄向けとはいえ、当初より本線列車牽引を前提に設計された野心作であった。1931年6月に竣工、成田鉄道に納入された。価格は30,000円（当時）である。
成田鉄道は従前蒸気機関車運行であったが、多古線向けに1928年から1929年にかけ、雨宮製作所製で両運転台式2軸ガソリン動車であるガ101・ガ102 - ガ105の計5両を導入し、1930年には600mm軌間の八街線向けに汽車製造製の単端式ガソリン動車ガ201・202を導入した。そして1931年のD1001に続いて1932年には、多古線向けに汽車製造製ボギー式ディーゼル動車であるヂ301も導入されたが、これはD1001を購入していた成田鉄道に、汽車製造が試作ディーゼルカーを格安で売り込んだものであり、エンジンは輸入品でより小型のメルセデス・ベンツOM5Sであった。
このように、ガソリンエンジンを搭載した内燃車両の取り扱いには一応の経験があった成田鉄道だが、2両の試作車のディーゼル機関メンテナンス（池貝とメルセデスに相互の部品互換性は皆無である）には苦慮があったものと思われる。
D1001は設計上試行錯誤の跡も見受けられたが、客貨両用に一定の稼働実績を残した。しかし日中戦争・太平洋戦争期の戦時体制に伴う燃料不足や、試作車ゆえの扱い難さから、1930年代後期以降の稼働実績は下がり、路線休止直前の1943年時点で運用はほとんどなくなっていた模様である。
成田鉄道多古線は不要不急路線撤去令で1944年1月に休止となり、不要となった本車は武蔵野鉄道へ譲渡された。
譲渡後は保守側の習熟不足や資材の不足から機関の不調が目立ち、戦後西武農業鉄道（のち西武鉄道）成立後の1949年3月に除籍、富士産業宇都宮工場（のち宇都宮車輌に分社後、富士重工業に合併）へ譲渡した。更に時期不明だが東京に本社のある鉄道施設工業が譲受、「DB102」の車号を与えたうえで、不調のエンジン修繕のため群馬県高崎市の高崎駅上信電鉄側線を借用し、高崎市の（有）早房内燃機工業所に依頼して1960年5月から1961年12月までかけて修繕を図ったが、完全な復旧に至らなかった。老朽機関を搭載した、それも試作要素の多い旧式車両の既存エンジンを再生するのは難しかったようで、1963年には西武鉄道へ戻された。
この際、所沢車両工場で機関・変速機の完全換装を行い、エンジンは気動車用の新潟鐵工所製DMH17C（180PS/1,500rpm）、変速機は液体式の新潟コンバータ製DB115となった。最終駆動部分はオリジナルのジャック軸式が流用された。
こうして西武鉄道では1963年10月付で、名目上は新造車のD21形D21として再生された（実際の竣工は同年6月の模様で、当時延長中であった上水線の建設工事で貨車牽引に従事している1963年9月撮影の写真が残されている）。
その後1964年から翌年にかけて上武鉄道に貸し出されたこともあったものの、主として新所沢の米軍専用線で貨車牽引に用いられ、拝島線工事にも用いられたが、専用線の廃止と拝島線開通で用途を失った。このため1969年3月に廃車されて車両としての車籍は失われたが、工務部7として機械扱いで1976年頃まで夜間の保線工事に使用された。この最終期まで、塗装の変更は繰り返されたものの、外観を原型から大きく崩す改造のなかったことは特筆される。
最終的には駆動系の故障で1977年2月に用途廃止となり、そのまま解体処分に付されている。